# Diavolo di una lepre
Diavolo di una lepre (Haredevil Hare) è un film del 1948 diretto da Chuck Jones. È un cortometraggio d'animazione della serie Looney Tunes, uscito negli Stati Uniti il 24 luglio 1948. Ha come protagonista Bugs Bunny, ed è il debutto di Marvin il Marziano  e del suo cane K-9, sebbene nessuno dei due abbia ancora un nome in questo film. Il titolo originale è un gioco di parole su "daredevil" (temerario), anche se ha solo un vago collegamento metaforico con la trama.

## Trama
Bugs Bunny viene messo come unico passeggero nel primo razzo diretto sulla Luna. Inizialmente Bugs è riluttante all'idea di entrare nel razzo, ma cambia presto idea quando questo comincia ad essere riempito di carote. Atterrato sul satellite, si rende conto di essere la prima creatura vivente a metterci piede, nonostante su una grande roccia ci sia la scritta "Kilroy was here". Presto atterra un altro razzo chiamato Mars to Moon Expeditionary da Marte e da esso emerge Marvin, deciso a far saltare in aria la Terra utilizzando un "esplosivo all'uranio PU-36 modello spaziale 8", che assomiglia ad un semplice candelotto di dinamite.
Bugs appare incuriosito dal marziano e dal suo progetto, fino a quando non si rende conto che Marvin intende uccidere l'intera popolazione mondiale. Bugs ruba quindi l'uranio PU-36, ma deve fare i conti con il cane marziano di Marvin, K-9, che lo recupera mentre Bugs è distratto cercando di inviare un SOS alla Terra. Con uno dei suoi classici trucchi verbali, Bugs riesce a riavere indietro l'esplosivo. Poi si traveste da marziano e lo riporta a Marvin, stavolta collegato a un detonatore. Bugs fa quindi esplodere l'uranio PU-36, riducendo la Luna a una mezzaluna. Bugs rimane pericolosamente appeso al bordo della stessa, con Marvin e K-9 aggrappati a lui. La Terra contatta Bugs chiedendogli una dichiarazione per la stampa, così Bugs grida: "Tiratemi fuori di qui!".

## Distribuzione

### Edizione italiana
Il doppiaggio italiano fu eseguito dalla Angriservices Edizioni nel 1996 per la trasmissione televisiva, e diretto da Renzo Stacchi. Per errore non fu doppiata la battuta che Marvin pronuncia prima di chiamare K-9 ("Perbacco, questa sì che è una seccatura. Ora dovrò fare appello alle riserve."). Non essendo stata registrata una colonna internazionale, fu sostituita la musica presente durante i dialoghi.

### Edizioni home video

#### VHS
America del Nord
- Bugs Bunny Classics (1989)
- The Golden Age of Looney Tunes Volume 10: The Art of Bugs (1992)
- Looney Tunes: The Collector's Edition Vol. 14 (1999)

#### Laserdisc
- Bugs Bunny Classics (1990)
- The Golden Age of Looney Tunes (11 dicembre 1991)

#### DVD e Blu-ray Disc
Il corto fu pubblicato in DVD-Video in America del Nord nel terzo disco della raccolta Looney Tunes Golden Collection: Volume 1 (intitolato Looney Tunes All-Stars: Part 1) distribuita il 28 ottobre 2003, dove è visibile anche con un commento audio di Michael Barrier; il DVD fu pubblicato in Italia il 2 dicembre 2003 nella collana Looney Tunes Collection, col titolo All Stars: Volume 1. Fu inserito anche nel primo disco della raccolta DVD Looney Tunes Spotlight Collection Volume 1, uscita in America del Nord sempre il 28 ottobre 2003, ristampato l'11 febbraio 2014 col titolo Looney Tunes Center Stage: Volume 1. In Italia fu inserito anche nel DVD Looney Park della collana I tuoi amici Looney Tunes, uscito il 20 ottobre 2009. Il 12 ottobre 2010 fu inserito nel primo DVD della raccolta The Essential Bugs Bunny, pubblicato in Italia il 17 aprile 2013 col titolo Looney Tunes: Collezione Bugs Bunny. Fu infine incluso (nuovamente col commento audio) nel secondo disco della raccolta Looney Tunes Platinum Collection: Volume One, uscita in America del Nord in Blu-ray Disc il 15 novembre 2011 e in DVD il 3 luglio 2012, e nel primo disco della raccolta BD Bugs Bunny 80th Anniversary Collection, uscita in America del Nord il 1º dicembre 2020.

## Accoglienza
Nel 2010 il film fu selezionato per l'inclusione nel libro di Jerry Beck The 100 Greatest Looney Tunes Cartoons; in tale occasione Paul Dini scrisse: "Prima che il regista Chuck Jones scegliesse Bugs Bunny nel ruolo più o meno permanente di un eroe imperturbabile, il regista e i suoi animatori sembravano divertirsi nello sfidare emotivamente la loro star dalle orecchie lunghe. Da nessuna parte ciò è più allegramente evidente che in Diavolo di una lepre del 1948, in cui il riluttante coniglio spaziale è chiamato a mostrare terrore, avidità, nonchalance, innocenza e frustrazione. (...) La brillante animazione di Ben Washam dell'esteso nervosismo post-schianto di Bugs è una ragione sufficiente per collocare questo cartone animato tra i migliori della Warner Bros.".